# Stanislav Penc
Stanislav Penc (* 28. února 1970 v Praze na Jižním Městě) je český aktivista a disident, regionální politik a ekologický zemědělec vlastnící farmu v Milkovicích u Libáně v Českém ráji. V roce 1988 se vyučil zedníkem.

## Občanská angažovanost

### Disent
V 80. letech působil jako aktivista nezávislých iniciativ. Komunistickým režimem byl trestně stíhán za distribuci letáků k připomenutí 20. výročí pražského jara a okupace ČSSR armádami Varšavské smlouvy a připomínku činu Jana Palacha. V roce 2013 byl uznán jako účastník třetího odboje. Penc odmítl z rukou ministra obrany Martina Stropnického převzít ocenění a finanční odměnu 100 tisíc věnoval na dobročinné účely.

### Po roce 1989
V roce 1989 byl účastníkem Občanského fóra.
V roce 1996 založil Dokumentační středisko pro lidská práva. Byl spoluzakladatelem a mluvčím Mírového klubu Johna Lennona, stál u zrodu Helsinského občanského shromáždění a byl člen přípravného výboru kulturní organizace Artforum - Jazzová sekce. Je členem syndikátu novinářů a angažuje se v různých sdruženích za podporu lidských práv.

#### CzechTek 2005
V roce 2005 zatelefonoval z hlavního pódia trutnovského rockového festivalu tehdejšímu premiérovi Jiřímu Paroubkovi, a poté nahlas přečetl jeho telefonní číslo s výzvou, aby mu lidé volali kvůli technoparty CzechTek, kterou rozehnala policie. Paroubkovi pak podle jeho slov přišlo na telefon několik set anonymních telefonátů a SMS, které obsahovaly i vulgarity a výhrůžky. Proto podal na Pence stížnost pro možný přestupek proti občanskému soužití. Městský úřad v Trutnově Paroubkovu stížnost zamítl.

#### Zveřejnění databáze Státní bezpečnosti
V březnu 2009 požádal Ústav pro studium totalitních režimů o poskytnutí kopií databází, které Ústav převzal od ÚZSI, BIS, Vojenského zpravodajství, Ministerstva vnitra ČR a Ministerstva obrany ČR v elektronické podobě. Protože mu Ústav nevyhověl, zveřejnil 7. července 2009 na internetu dvě z databází bývalé StB. Jde o počítačové registry EZO (evidence zájmových osob) a SEZO (sjednocená evidence zájmových osob), které StB dokončovala před listopadem 1989. Archiv bezpečnostních složek (ABS) předtím databáze odmítl zpřístupnit s tím, že mu to údajně nedovoluje zákon. Podle Ústavu a ABS jsou materiály navíc zatíženy chybami, ovšem doposud z jejich strany nebyly specifikovány.
Zveřejnění této databáze začal prošetřovat Úřad pro ochranu osobních údajů (ÚOOÚ), který jej nakonec obvinil z porušení zákona o ochraně osobních údajů (101/2000 Sb.). Penc se bránil tím, že na databázi se jakožto na archiválii tento zákon nevztahuje, a bylo ji tedy možné zveřejnit. ÚOOÚ tento argument nakonec přijal a 31. ledna 2011 řízení proti Pencovi zastavil.

#### Protest proti výkupním cenám léčebného konopí
V červnu 2012 proběhlo v Jáchymově veřejné výjezdní zasedání poslaneckého výboru pro zdravotnictví projednávajícího legalizaci marihuany pro léčebné účely. Stanislav Penc přinesl na jednání výboru krabici s konopím, kterou se pokusil předat tehdejšímu ministru zdravotnictví Leoši Hegerovi. Na jednání byli přítomní také zástupci policie včetně ředitele Národní protidrogové centrály Jakuba Frydrycha. Penc byl zatčen a předveden na policejní stanici k vysvětlení incidentu. Na zasedání protestoval proti novelizaci zákonů umožňujících legalizaci pěstování léčebného konopí licencovanou firmou. Novou legislativní úpravu označil jako tunel, kvůli navrhovaným výkupním cenám léčebného kopí.
V roce 2013 kritizoval znak Národní protidrogové centrály a vyzval ji, aby z něj odstranila konopný list.

## Politická angažovanost
Několik let byl členem Strany zelených, za kterou v roce 2006 kandidoval v Královéhradeckém kraji v parlamentních volbách.. Byl předsedou Krajské organizace Strany zelených v Královéhradeckém kraji a předsedou Základní organizace Strany zelených ve Vrchlabí. Na sjezdu Strany zelených v únoru 2007 byl zvolen do její republikové rady. V listopadu 2008 oznámil, že nesouhlasí se směřováním strany, odstupuje z funkce předsedy krajské organizace, opustí stranu a odejde i z funkce poslaneckého asistenta předsedy Martina Bursíka.
Ve volbách do Senátu PČR v roce 2014 kandidoval jako nestraník za hnutí Kozí alternativa v obvodu č. 39 – Trutnov. Se ziskem 5,80 % hlasů skončil na 6. místě a nepostoupil tak ani do druhého kola.